# Fermáta (együttes)
A Fermáta egy szlovák instrumentális progresszív rock-zenekar, 1973-ban alakult.

## Tagok
- František Griglák - gitár
- Tomáš Berka - billentyűsök (1972-85)
- Anton Jaro - basszus (1972-76)
- Pavol Kozma - dob (1972-73)
- Peter Szapu - dob (1973-75)
- Cyril Zeleňák - dob (1976)
- Karol Oláh - dob (1977-81, 1982-85)
- Ladislav Lučenič - basszus (1977)
- Fedor Frešo - basszus (1979-82, 1996-tól)
- Juraj Bartovič - vokál, billentyűsök (1981-84)
- Roman Chovanec - dob (1981-82)
- Dalibor Jenis - basszus (1982-85)
- Martin Hanzel - billentyűsök (1991-97)
- Márius Bartoň - basszus (1991-94)
- Jindřich Plánka - dob (1991-94)
- Peter Preložník - billentyűsök (1999-től)
- Martin Valihora - dob (1999)
- Jakub Hittrich - dob (2005)
- Igor Skovay - dob (1999, 2006-tól)

## Lemezeik
- Fermáta (Opus, 1975)
- Pieseň z hôľ (Opus, 1976)
- Huascaran (Opus, 1977)
- Dunajská legenda (Opus, 1980)
- Biela planéta (Opus, 1980)
- Generation (Opus, 1981)
- Ad libitum (Opus, 1984)
- Simile (Únia mladej slovenskej kultúry, 1991)
- Real Time (ENA RECORDS, 1994)
- X (BMG, 1999)
- Next (F. Griglák + Fermáta) 2005
- Live v Klube za zrkadlom (DVD, ETNA Production, 2007)
- Live v Klube za zrkadlom (CD, Etna Production, 2007)

## Külső hivatkozások
- Hivatalos honlap